# Tracey Packham
Tracey Packham, née le 30 juillet 1977 à Crawley dans le Sussex de l'Ouest, est une chanteuse anglaise, membre du groupe allemand ATC.

## Biographie
Tracey Packham est née à Crawley, dans le Sussex de l'Ouest, en Angleterre, elle s’intéresse au chant et à la danse dès l'âge de 5 ans. Puis, à 16 ans, elle se rend à Londres pour s'améliorer. Elle travaille dans différents pays, dont l'Allemagne avec « Cats » à Hambourg, où elle rencontra les trois autres membres du groupe ATC.